# شهرداری آخالتسیخه
شهرداری آخالتسیخه (گرجی: ახალციხის მუნიციპალიტეტი) یک شهرداری در استان سامتسخه-جاواختی است. مرکز اداری آن آخالتسیخه است.
جمعیت: ۲۰۹۹۲ 
مساحت: ۱۰۱۰ کیلومتر مربع